# José Antonio Molina Gómez
José Antonio Molina Gómez (* 27. Dezember 1972) ist ein spanischer Althistoriker.

## Leben
Molina Gómez studierte von 1990 bis 1995 Alte Geschichte an der Universität Murcia. Er war Stipendiat des Deutschen Akademischen Auslandsdienstes an der Universität Bonn (2001–2003) und Dozent an der Universität Valencia (2004–2005). Seit 2007 ist er Professor für Alte Geschichte und Spätantike an der Universität Murcia und zurzeit Vizedekan an der Fakultät für Geisteswissenschaften (Facultad de Letras).
Seit 2006 ist er mitverantwortlich für die archäologischen Arbeiten in Begastri, einem spätantiken Bischofssitz in Südspanien.

## Schriften (Auswahl)
- La exégesis como instrumento de creación cultural. El testimonio de las obras de Gregorio de Elbira. Murcia 2000, OCLC 441909812.
- mit Juan Francisco Jordán Montes: Recorridos por la bibliografía etnológica de la provincia de Albacete. Comentarios bibliográficos. Albacete 2001, ISBN 84-95394-13-8.
- El „martyrium“ de La Alberca. Murcia 2004, ISBN 84-922425-9-0.
- als Herausgeber mit Antonino González und Rafael Gonźlez Fernández: Mozárabes. Identidad y continuidad de su historia. Murcia 2013, OCLC 883659766.